# Conny Mayer-Bonde
Conny Mayer-Bonde (* 18. Januar 1972 in Forbach) ist eine deutsche Hochschullehrerin und Politikerin (CDU). Sie war vom 17. Oktober 2002 bis zum 18. Oktober 2005 Mitglied des Deutschen Bundestags in dessen 15. Wahlperiode.

## Leben
Nach dem Abitur studierte Mayer-Bonde von 1991 bis 1997 Politische Wissenschaften und Betriebswirtschaftslehre an der Universität des Saarlandes in Saarbrücken und an der Universität Mannheim, 2003 promovierte sie in Mannheim. Von 2007 bis 2013 lehrte sie in Karlsruhe als Professorin für Tourismusmanagement und Dienstleistungsmarketing an der Karlshochschule International University. 2013 wurde sie zur Professorin für Tourismusmarketing im Studiengang Betriebswirtschaftslehre an der Dualen Hochschule Baden-Württemberg in Ravensburg berufen.
Mayer-Bonde arbeitete als City-Managerin und Geschäftsführerin des Offenburg Marketing e. V., als sie bei der Wahl zum 15. Deutschen Bundestag am 22. September 2002 auf Platz 9 der Landesliste der CDU Baden-Württemberg in den Bundestag einzog. Es blieb ihre einzige Wahlperiode im Parlament: Bei der folgenden Bundestagswahl 2005 unterlag sie als Direktkandidatin im Wahlkreis 282 (Freiburg) mit 34,4 Prozent der Erststimmen gegen Gernot Erler (SPD), der den Wahlkreis damit zum dritten Mal in Folge gewann. Da die CDU in Baden-Württemberg drei Überhangmandate erhielt, kam die Landesliste der Partei nicht zum Zuge, auf der Conny Mayer-Bonde mit Platz 15 zudem schlechter platziert war als noch 2002.
Von 2003 bis 2009 amtierte Mayer-Bonde als Bezirksvorsitzende der Frauen Union Nordbaden und von 2009 bis 2012 als Kreisvorsitzende der CDU im Landkreis Freudenstadt. Von 2016 bis 2021 gehörte sie dem Nationalen Normenkontrollrat an.
Conny Mayer-Bonde gehört seit 2018 dem Tourismusbeirat beim Bundesministerium für Wirtschaft und Energie an. Sie ist Mitglied im Kuratorium des Kinderhilfswerk Plan International Deutschland.
Seit Oktober 2023 ist Mayer-Bonde Dekanin des Fachbereichs Wirtschaft am Center for Advanced Studies der DHBW in Heilbronn.
Verheiratet ist Mayer-Bonde mit dem Politiker Alexander Bonde, der für die Partei Bündnis 90/Die Grünen von 2011 bis 2016 als Minister für Ländlichen Raum und Verbraucherschutz des Landes Baden-Württemberg war. Sie ist Mutter von zwei Söhnen und einer Tochter.